# Tomasz Dietl
Tomasz Stanisław Dietl (ur. 1 października 1950 w Poznaniu) – polski fizyk teoretyczny, profesor nauk fizycznych, naukowiec związany z Wydziałem Fizyki Uniwersytetu Warszawskiego i Instytutem Fizyki Polskiej Akademii Nauk. Zajmuje się głównie fizyką materii skondensowanej. Laureat m.in. Nagrody Fundacji na rzecz Nauki Polskiej oraz Medalu Mariana Smoluchowskiego.

## Życiorys
Syn Jerzego Dietla, ojciec Marka Dietla.
W 1973 ukończył studia na Wydziale Fizyki Uniwersytetu Warszawskiego. W Instytucie Fizyki PAN uzyskiwał stopnie naukowe doktora (1977) i doktora habilitowanego (1983). 26 października 1990 otrzymał tytuł profesora nauk fizycznych.
Zawodowo związany z Instytutem Fizyki Teoretycznej UW (profesor zwyczajny) i Instytutem Fizyki PAN (profesor). Wykładał gościnnie na licznych uczelniach zagranicznych. Był współtwórcą Szkoły Nauk Ścisłych w Warszawie, pełnił w niej funkcję prorektora (1995–1996). Został członkiem korespondentem Polskiej Akademii Nauk (1998), a w 2010 członkiem rzeczywistym PAN. Został także członkiem korespondentem Polska Akademia Umiejętności (2009) i członkiem zwyczajnym Towarzystwa Naukowego Warszawskiego (2009). W IF PAN obejmował stanowiska kierownika zespołu (1986), a w 2004 kierownika Laboratorium Kriogeniki i Spintroniki oraz Zespołu Zjawisk Spinowych.
Specjalizuje się w fizyce niskich temperatur, fizyce półprzewodników, spintronice oraz fizyce materii skondensowanej.

## Odznaczenia i wyróżnienia
W 2013, za wybitne osiągnięcia w pracy naukowo-badawczej i działalności dydaktycznej, za zasługi na rzecz rozwoju nauki, został przez prezydenta Bronisława Komorowskiego odznaczony Krzyżem Komandorskim Orderu Odrodzenia Polski, którym udekorowano go 3 maja 2013. W 1998 odznaczony Krzyżem Kawalerskim tego orderu, a w 1990 Złotym Krzyżem Zasługi.
Uhonorowany także m.in. Nagrodą Fundacji na rzecz Nauki Polskiej za prace na temat półprzewodników ferromagnetycznych (2006), Agilent Technologies Europhysics Prize – nagrodą Europejskiego Towarzystwa Fizycznego (2005) oraz Medalem Mariana Smoluchowskiego (2010). W 2013 otrzymał Perłę Honorową Polskiej Gospodarki (w kategorii nauka).